# タブリエ・コミュニケーションズ
タブリエ・コミュニケーションズ株式会社（英: Tablier Communications inc.）は、タブリエ＆コスパ・グループの中核企業であり、エンタテイメントコンテンツ企画制作会社である。本社は東京都渋谷区にある。

## 概要
2001年（平成13年）3月に株式会社タブリエとして創業、2006年（平成18年）4月に現社名に変更。当初はメイド喫茶「CURE MAID CAFE'」の運営を行っていた（2005年4月にヴァニラ（現タブリエ・マーケティング）へ移管）が、コスパからコンテンツ事業を移管し、2004年（平成16年）4月からはインターネットラジオステーション「音泉」、2006年（平成18年）2月にはサポーターズコミュニティーサイト「BEWE」（ビーウィー）のサービスを開始した。
2006年（平成18年）3月にはGDHを引受先とする第三者割当増資を実施、GDHグループとの資本・業務両面での提携。2009年（平成21年）3月にその目的は達成されたとしてGDHとの提携を解消、GDHが保有するタブリエ株式は角川書店に売却される。

## 関連会社
- コスパ
- タブリエ・マーケティング
- アクシア